# Andrej Alsjan
Andrej Alsjan (ryska: Андрей Игоревич Альшан), född den 18 mars 1960 i Baku i Azerbajdzjanska SSR i Sovjetunionen, är en sovjetisk fäktare som tog OS-silver i herrarnas lagtävling i sabel i samband med de olympiska fäktningstävlingarna 1988 i Seoul.